# A Golden Crown
"A Golden Crown" er den sjette episode af HBO's middelalderlige fantasy tv-serie Game of Thrones, først gang vist den 22. maj 2011. Teleplay blev skrevet af Jane Espenson, David Benioff og D. B. Weiss, historie er skrevet af Benioff og Weiss, og instrueret af Daniel Minahan.
Episodens plot skildrer forværringen af den politiske balance i de syv kongeriger, med Eddard Stark som beskæftiger sig med Lannisternes aggressioner, mens kong Robert er væk på en jagt. På Eyrie er Tyrion sat på prøve, og på tværs af Det Smalle Hav er Viserys Targaryen fast besluttet på at tvinge Khal Drogo, til at gøre ham til konge.
Episoden blev godt modtaget af kritikerne, der roste aspekter af King's Landing storyline og kulminationen på Viserys' historie.

## Plot
Ligesom tidligere episoder, sker "A Golden Crown" handling på flere forskellige steder i og omkring kongeriget Westeros.

### I nord
Bran Stark (Isaac Hempstead-Wright) er vækket fra en af hans tilbagevendende drømme om en tre-øjet krage med den behagelige overraskelse, at specielt designet sadel, der vil tillade ham at ride er blevet færdig. Han tester det i skoven under tilsyn af sin bror Robb (Richard Madden), og Theon Greyjoy (Alfie Allen).
Mens Theon forsøger at overbevise Robb om, at hævne sin far for Lannisternes angreb, er en lille gruppe af wildlings (mennesker, der bor nord for muren, udenfor "civiliserede" lander), har vovet sig syd, og fanget Bran. Robb og Theon formår at dræbe alle mændene og fange kvinden Osha (Natalia Tena), men trods Theons hjælp, revser Robb ham for at bringe Brans liv i fare, da Theon skød en pil i den Wildling der holdt Bran.

### I Vale
Tyrion (Peter Dinklage) er i stand til at narre Lysa Arryn (Kate Dickie) til at nedsætte en domstol, for at lytte til hans tilståelse, hvor han tilstår noget om forsøget på Brans liv eller Lysa mands død. Tyrion kræver offentligt en rettergang ved kamp, og lejesoldat Bronn (Jerome Flynn) melder sig frivillige til at kæmpe for ham. Lysa Arryn er tvunget til at tillade det. Bronn nederlag Lysas mester Ser Vardis Egen (Brendan McCormack) ved at trættende tungt pansrede ridder og Tyrion får lov til at gå med Bronn som hans eskorte, til stor fortrydelse for Tully-søstrene.

### På Kings Landing
Eddard Stark (Sean Bean) vågner i sine kamre med Robert (Mark Addy) og Cersei (Lena Headey) ser på ham. Cersei beskylder Eddard for, at kidnappe hendes bror, Tyrion og kræver at Eddard var beruset og angreb Jaime først, men hun bliver bragt til tavshed af en lussing fra Robert. Efter hun forlader dem, fortæller Robert Eddard, at han ikke kan udelukke rigerne hvis Lannisterne og Starks er i krig, og insisterer på, at Eddard forblive Hånd, ellers vil Robert give stillingen til Jaime. Robert oplyser endvidere Eddard at han vil være regent, mens Robert er væk på en jagttur.
I mellemtiden, behandler Arya (Maisie Williams) hendes fars skade og hendes tab af Jory under hendes sværd-danseundervisning; Syrio (Miltos Yerolemou) fortæller hende det er en perfekt mulighed for hende at lære at undgå distraktion. I Starks fællesrum, bliver Sansa (Sophie Turner), og Septa Mordane afbrudt af Prins Joffrey (Jack Gleeson), som undskylder til Sansa for hans tidligere adfærd, og giver hende en halskæde. Sansa accepterer undskyldning, er uvidende om at Joffrey blevet tvunget ind i det af sin mor.
I virke som regent, erfarer Eddard, at Ser Gregor "The Mountain" Clegane blev spottet i at føre røvere og angribe landsbyer i Riverlands. Realisere dette er hævn for Tyrion anholdelse, ordrer Eddard Ser Beric Dondarrion (David Michael Scott) for at sikre Gregors anholdelse, tage hans jord og titler, og indkalder sin Herre Tywin Lannister for, at svare for Gregorz handlinger. Af frygt for krig med Lannisterne og for hans døtre, at ordrer han Arya og Sansa til at vende tilbage til Winterfell for deres sikkerhed. Sansa protester og nævner Joffreys blond hår, Eddard realiserer noget og genlæser bogen om Baratheon familiens slægt. Hvis han gør det, han sætter brikkerne sammen: Joffrey har ikke har sort hår ligesom sin far, sin fars forfædre, og Roberts bastarder, hvem han og Jon Arryn havde fundet. Eddard konkluderer at Joffrey ikke er Roberts virkelige søn.

### På tværs af den smalle Hav
Daenerys (Emilia Clarke) tager en af drageæggene og placerer det på en glødendevarm Brazier. Hun når ind og fanger den varm æg. Hendes tjenerinde vil tage den varme æg fra hendes hænder, og brænder sig selv i processen, men Daenerys hænder er uskadt.
I Vaes Dothrak begynder Daenerys ritualet med Khaleen ved at spise en rå hjerte af en hingst. Efter nogen kamp, fuldender hun opgaven og står op til proklamere hendes ufødte søn, som Khal der vil forene hele verden under ét banner, og hun nævner ham Rhaego. Viserys (Harry Lloyd) vrede vokser mod sin søsters popularitet blandt Dothraki, men Jorah Mormont (Iain Glen) opfordrer til tålmodighed. Viserys vil have intet af det, og sniger væk til Daenerys' telt at stjæle dragen æggene for at finansiere hans hær. Men Jorah konfronterer ham, og tvinger Viserys at lade æggene blive bagefter. Viserys stormer ud efter en anspændt ordveksling mellem de to mænd.
Senere, ved en fest for Daenerys og Khal Drogo, trækker en beruset Viserys sit sværd mod sin søster, og truede med, at hvis Khalen ikke giver ham en hær til at tage de syv kongeriger tilbage, vil han tage Daenerys og dræbe hendes barn. Khal Drogo accepterer at give ham den "gyldne krone", som han ønsker. Men til Viserys' rædsel, er den "gyldne krone" faktisk smeltet guld, som hældes på hans hoved. Viserys dør skrigende i smerte. Daenerys tager hendes brors død roligt og bemærker koldt: "Han var ikke dragen. Ild kan ikke dræbe en drage."

## Produktion

### Skrivning
Teleplayet for "A Golden Crown" er skrevet af Jane Espenson, David Benioff og D. B. Weiss og historien er skrevet af Benioff og Weiss, der er baseret på A Game of Thrones af George R. R. Martin. Episoden omfatter bogens kapitler 37-40, 43, 44 og 46 (Bran V, Tyrion V, Eddard X Catelyn VII Eddard XI Sansa III, og Daenerys V). Kapitel 41 (Jon V), der beskæftiger sig med at Jon overbeviser Maester Aemon om at tillade Samwell at slutte sig til Vogterne som en hushovmester, blev fjernet fra serien,, og kapitel 42 (Tyrion VI) blev flyttet til episode 8.
Blandt de scener, der er skabt specielt til serien, er en anden træningssession mellem Arya og Syrio, et forsøg fra Viserys at stjæle Daenerys' æg, der er forhindret af Ser Jorah Mormont, en undskyldning fra Joffrey til Sansa og den prostitueret Ros forlader Winterfell. 

### Casting
Episoden introducerer den tilbagevendende karakter Wildling Osha. Forfatteren af de oprindelige bøger, George R. R. Martin, indrømmede, at denne casting var forskellig fra hans vision af den karakter. Som han forklarer, at han var overrasket over at se, at skuespillerinden Natalia Tena blev anset til rollen, siden Osha var tænkt som et hårdt bidt ældre kvinde og skuespillerinden var "for ung og for varm."  Men da han oplevede auditionsbåndet blev han overbevist over den nye tilgang: "Hun var sensationel", og jeg sagde: "Det må være hendes." 

### Iscenesættelse og rekvisitter
Den scene, hvor Daenerys spiser en hest hjerte blev filmet i The Paint Hall Studio i Belfast. Der byggede produktionen Dothraki tempel, hvor scenen er lavet - en stor halvcirkelformet struktur af træ og vævede rør, inspireret af arabiske Marsh-konstruktioner. Hjertet, skuespillerinde Emilia Clarke spiste, var ifølge Weiss, "dybest set en kæmpe , tre-pund gummibamse dækket af falsk sukkerblod - der har den ekstra attraktion at tiltrække virkelige fluer ". Gennem gentagne optagelser, har Clarke spise meget af den sukkerholdige hjerte. Hun sagde, at det smagte af blegemiddel og blev gjort hård og brusket, ved tilsætning af ventiler fremstillet af "noget ligesom tørret pasta." Clarke behøvede ikke, ikke at spille skuespil, i de skud i slutningen af den scene, hvor Daenerys næsten kaster op ved den sidste bid af hjertet, da hun faktisk var tæt på opkastning på dette tidspunkt.
Bogen om slægter, der hjælper Ned med at indse sandheden om Joffreys far blev udarbejdet af Bryan Cogman, som udover at skrive episode fire, fungerede også som showets "lore master", og forfattede den historiske baggrund indhold, der skal medtages i den første sæsons DVD og Blu-ray udgivelse. Cogman skrev to sider af tekst, som beskriver afstamning af fire adelige huse. Teksten vedrørende huset Umbra, som blev vist i episode fire, og Baratheons tekst vises i episode seks. Cogman skrev også tekst til husene  Targaryen og Royce, men de tilsvarende scener blev fjernet fra det endelige manuskript til "Cripples, Bastards, and Broken Things." Cogman sagde, at han trak på romaner og den fan-oprettet hjemmeside Wiki of Ice and Fire til kildebrug, og opfandt, hvad kunne ikke hentes, herunder også nogle navne fra fansider på internettet interne jokes.

## Modtagelse

### Ratings
For første gang siden premieren på showet faldt ratings i forhold til de foregående uger. Det første visning havde 2,4 millioner seere, sammenlignet med 2,6 mio. seere ved den foregående episode.  Ved den anden visning skrumpede forskellene, hvilket bringer det samlede seeretal den aften til 3.2 millioner, ethundredtusinde seere under den foregående uges 3.3 mio. seere.

### Kritisk respons
"A Golden Crown" modtog positive anmeldelser fra kritikerne. Todd VanDerWerff fra A.V. Club gav det en A-, og Maureen Ryan fra AOL TV bedømt den med en 70 ud af 100.  HitFix's Alan Sepinwall titlen sin anmeldelse "Reglerne bliver sat på højkant i en fantastisk episode". Både Elio Garcia fra westeros.org og Jace Lacob fra Televisionary anså den, som bedste episode af serien hidtil. Med ordene fra korrekturlæser Jace Lacob, episoden "kredser forandringer om både store og små, på den måde, at de satser kan falde fra vore øjne, og de kan se sandheden, som har stået foran os så længe. For Eddard, er det en realisering af lige hvorfor Jon Arryn døde; på grund af den frygtelige hemmelighed han havde udledt fra bogen af kongelige slægter, og netop hvad dette kan betyde for tronen ... og for de syv kongedømmer i Westeros. For Dany, det er den brutale sandhed om hendes brors sande natur, hans umættelige tørst efter magt og kvaliteten af hans omsiggribende hjerte." 
Dothraki scenerne, som kulminerer med "kroningen" af Viserys Targaryen, var hyldet af kritikerne. James Poniewozik for Time fremhævede at det fungerede med den "røre selverkendelse af Harry Lloyd, som gjorde et fremragende arbejde med at humanisere en skurk," og Maureen Ryan lykønskede skuespilleren for sin "fremragende stykke arbejde for at vise den menneskelige side af denne fremfusende, grusom aristokrat" og for at "holde denne side af sindssyge i alle sine scener." Det fungerende da Emilia Clarke, lukker hendes historie påbegyndt i første episode fra en skræmt pige til en handlekraftig kvinde, hvilket også rost. VanDerWerff kommenterede vanskelighederne ved at tilpasse en sådan udvikling til skærmen, men konkluderede, at "Clarke og Lloyd mere end forsegle aftalen her."  IGNs Matt Fowler roste også Clarke og bemærkede, at Daenerys' valg at se Viserys dø var "stærke", og et vigtigt skift i hendes karakter.
Et andet aspekt af showet, der blev diskuteret blandt kommentatorer var det moralske dilemma, som præsenteres i episoden mellem den pragmatisk tilgang til herskende eller resterende tro mod idealer om retfærdighed og ære, eksemplificeret i den scene, hvor Eddard tilsigelse mod Tywin Lannister til retten at besvare for de forbrydelser af hans ridder Gregor Clegane. Poniewozik skriver at Eddard "ikke synes at mene, at han har muligheder: Han er overladt til regere i Kongens plads, er en uretfærdighed begået, loven kræver én vej til domstolene og han vælger det. Det gør hans beslutning nem, men det kan gøre hans eget og andres liv svært." Ifølge The Atlantic's Scott Meslow; "Neds principper er, som altid, beundringsværdigt, og han tydeligvis interesseret i retfærdighed, men den triste sandhed er, at manglende snuhed der gør ham hæderlig også gør ham til en temmelig dårlig konge. Det er en forfærdelig idé at bestille anholdelsen af den mand, der er egenhændigt finansiere dit rige".  Myles McNutt, som skriver for Cultural Learnings, er enig med Meslow og konkluderer, at "det eneste farligere end en hensynsløs mand hævde deres magt i Westeros er en hæderlig mand gør det samme, da det risikerer den delikate ramme, Kong Robert der har skabt så længe."

### Anerkendelser
Episoden fik tre Emmy nomineringer i 2011; Outstanding Prosthetic Makeup for a Series, Miniseries, Movie or a Special; Outstanding Hairstyling for a Single-Camera Series; og Outstanding Sound Editing for a Series.